# Galfredus de Vino Salvo
Galfredus de Vino Salvo (auch Galfridus, Gaufredus, Gaufridus, Godefridus, Ganfredus; Zuname de Vinosalvo, Vinesauf, Anglicus; anglonormannisch Geoffroi de Vinsauf, englisch Geoffrey of Vinsauf) war ein englischer Rhetoriker des ausgehenden 12. Jahrhunderts, dessen Poetria nova zu den einflussreichsten Dichtungslehren des Mittelalters gehörte.

## Leben
Über das Leben Galfreds ist wenig bekannt. Wahrscheinlich stammte er aus England, wie es der in den Handschriften häufig begegnende Zuname „Anglicus“ nahelegen kann, möglicherweise auch aus der Normandie: die Bedeutung des Zunamens „de Vino Salvo“ bzw. „Vin(e)sauf“ ist unklar geblieben.
Wie sich aus dem Gedicht Causa magistri Gaufredi Vinesauf ergibt, war er als Student oder Lehrer zeitweise in Paris und lehrte dann in „Hamton“ (Hamtone legi), wahrscheinlich Northampton, wo er in Konflikt mit einem ebenfalls dort angestellten Pariser Studiengenossen namens Robert geriet und wegen eines tätlichen Angriffs von einem Bischof namens Adam, möglicherweise Bischof Adam von St. Asaph in Denbighshire († 1181), zu einer Strafe verurteilt wurde.
Falls Galfred auch die von einem Gaufredus zwischen 1188 und 1190 als Gast (hospes) in Bologna verfasste Summa de arte dictandi zuzuschreiben ist, war er auch dort vorübergehend tätig.
Ansonsten ergibt sich noch aus dem Widmungsprolog der Poetria nova (Verse 31ff.), dass er nach Rom reiste, um dem von ihm für seine Jugend gerühmten Papst Innozenz III., der sich demnach noch am Anfang seines Pontifikats (1198–1216) befand, sein Werk zu überreichen.

## Werk

### Poetria nova
Galfreds Hauptwerk ist die Poetria nova, die in mehr als 2000 lateinischen Hexametern eine Anleitung zum Erstellen von Gedichten gibt. Geoffrey betont darin, dass derjenige, der eine Dichtung verfassen wolle, ähnlich dem Erbauer eines Hauses zunächst im Geist einen Plan haben müsse. Er unterteilt die verschiedenen Anordnungen des Stoffes in eine natürliche und acht mögliche künstliche Ordnungen, wobei die natürliche Ordnung der Chronologie des Stoffes folge. Gestützt auf antike Rhetoriker wie den Auctor ad Herennium, beschreibt er die Mittel der Erweiterung (amplificatio) und der Kürzung (abbreviatio) des Stoffes. Bei der Behandlung der rhetorischen Schmuckmittel unterscheidet er die auf Bedeutungsübertragung beruhenden Tropen als ornatus difficilis vom ornatus facilis der vorwiegend auf der Stellung beruhenden Figuren. Hieran schließt er noch grammatikalische Ausführungen an.
Nach Bernardus Silvestris und Matthäus von Vendôme war Geoffroy der dritte mittelalterliche Autor, der eine ausführliche Poetik (ars poetria) verfasste, wobei diejenige des Bernardus nicht mehr sicher zu identifizieren ist.
Der Ehrentitel Poetria nova, den sein Entwurf einer ars poetria in der Überlieferung erhalten hat (als Poetria vetus galt die Ars poetica des Horaz), zeigt die Wertschätzung, die das Mittelalter Geoffrey entgegengebracht hat. Über 200 Handschriften, meist aus der Zeit des 13. bis 15. Jahrhunderts und in vielen Fällen mit Glossen oder ausführlichen Kommentaren versehen, sind erhalten und dokumentieren, wie das Werk bis in die Anfangszeit der Renaissance den Unterricht der Rhetorik an Schulen und Universitäten geprägt hat.

### Documentum / Tria sunt
Als Documentum de modo et arte dictandi et versificandi bezeichnet man herkömmlich zwei Prosafassungen des Stoffs der Poetria nova, von denen nach dem Ergebnis der neueren Untersuchungen Camargos nur die kürzere, das eigentliche Documentum, von Galfred stammt und bereits vor der Poetria nova entstand, während die noch ungedruckte längere, die nach dem Incipit beider Fassungen als Tria sunt bezeichnet wird, eine fremde Bearbeitung wahrscheinlich vom Ende des 13. Jahrhunderts ist und in fünf der bekannten elf Handschriften in einer in Oxford entstandenen Revision des 15. Jahrhunderts vorliegt.

### Summa de coloribus rhetoricis
Die vorwiegend auf Marbod von Rennes, De ornamentis verborum, beruhende und deshalb wahrscheinlich noch vor dem Documentum und der Poetria nova entstandene Summa magistri Vinesauf de coloribus rhetoricis behandelt 20 Redefiguren des leichten Stils. In der gleichen Reihenfolge erscheinen diese Figuren auch in praktischer Anwendung in einem anonymen Gedicht auf Niobe (Quam stultum, quam vesanum, quam sit sceleratum), das in der gleichen Handschrift (Glasgow, University Library, Hunter V.8.14, olim 511) überliefert ist, ersichtlich auf der Summa beruht und möglicherweise ebenfalls von Galfred stammt.

### Summa de arte dictandi
Die in vier Handschriften vollständig und in einer weiteren auszugsweise erhaltene Summa de arte dictandi behandelt im Unterschied zu Galfreds späteren Schriften noch ausschließlich die das kunstgerechte Schreiben in Prosa (dictamen in der Bedeutung gemäß der einleitenden Definition begrenzt auf die „orationum series … nullis nullis metrorum legibus obligata“), unter Ausgrenzung der ars versificatoria und beschränkt auf die Gattung des Briefes. Sie umfasst vier Bücher in Prosa, jedes mit einem Versprolog eingeleitet und das Ganze abgeschlossen durch einen versifizierten Epilog, eine Schlussansprache an den Leser. Buch I definiert das Thema, nennt die vier Aufbauteile (partes) eines kunstgerechten Briefes (salutatio, exordium, narratio, conclusio), an deren Reihenfolge der Aufbau der Summa sich orientiert, und exemplifiziert im Anschluss an eine Einteilung der möglichen Empfänger von Briefen die jeweils geeignete Salutatio (Grußanrede) für insgesamt fünfzehn Typen solcher Empfänger. Buch II behandelt das Exordium als Vorstück der Narratio und die Bedeutung von Proverbien für dessen Gestaltung, Buch III dann die Narratio und Buch IV die Conclusio und zuletzt einen Katalog typischer Fehler bei der Gestaltung von Prosa und Brief.
Die lehrhaften Aussagen sind knapp gehalten, aber reich durch Beispiele illustriert, die anhand zeitgeschichtlicher Themenbezüge eine Datierung in die Zeit von 1288 bis 1290 ermöglicht haben und in einigen Fällen auch auf die Person und Situation des Verfassers zu beziehen sind. Der Verfasser nennt sich („Gaufredus“) und den Entstehungsort („Bononia“) im Epilog, so dass ihm unter den zitierten Briefstellen auch ein Brief eines gastweise in Bologna befindlichen Gaufredus an einen Bruder Martinus (IV.2) und ein weiteres Beispiel mit Bezug auf die durch ungünstiges Schicksal geforderte thematische Beschränkung des Werks (III.18) zuzuordnen sind. Faral, der die Summa nur in Bruchstücken kannte, hielt die Gleichsetzung des Bologneser Gaufredus mit Galfred von Vinsauf für unsicher, die seither jedoch von Licitra, Worstbrock und Camargo plausibel gemacht werden konnte.

## Ausgaben
- Martin Camargo: Toward a Comprehensive Art of Written Discourse: Geoffrey of Vinsauf and the Ars Dictaminis, in: Rhetorica 6,2 (1988), S. 167–194, Appendix 1: Auszug über den Briefstil (ars dictandi) aus der langen Fassung des Des documentum de modo et arte dictandi et versificandi (S. 86–192), Appendix 2.B: Inhaltsverzeichnis der langen Fassung (S. 193)
- Edmond Faral: Les arts poétiques du XIIe et du XIIIe siècle. Recherches et documents sur la technique littéraire du moyen age. Champion, Paris 1924 (= Bibliothèque de l'École des Hautes Études, Sciences historiques et philologiques, Fasc. 238), S. 194–262 (Poetria nova), S. 263–320 (Documentum de modo et arte dictandi et versificandi, kürzere Fassung), S. 321–327 (Summa de coloribus rhetoricis, unvollst.)
- Edmond Faral: Le manuscrit 511 du «Hunterian Museum» de Glasgow: Notes sur le mouvement poétique et l'histoire des études littéraires en France et en Angleterre entre les années 1150 et 1225. In: Studi medievali, nuova serie, 9 (1936), S. 18–121, mit Abdruck des Gedichts Causa magistri Gaufredi Vinesauf (S. 56f., Nr. 36) und weiterer wahrscheinlich von Galfred oder aus dessen Umkreis stammender Stücke
- Ernest Gallo: The Poetria nova and its sources in early rhetorical doctrine. Mouton, Den Haag [u. a.] 1971 (= De proprietatibus litterarum, Series maior, 10), mit lateinischem Text und engl. Übersetzung
- Jane Baltzell Kopp, Geoffrey of Vinsauf, The New Poetics. In: James J. Murphy (Hrsg.), Three Medieval Rhetorical Arts. University of California Press, Berkeley / Los Angeles 1971, ISBN 0-520-01820-6, S. 27–113, engl. Übersetzung
- Vincenzo Licitra: La Summa de arte dictandi di Maestro Goffredo, in: Studi medievali, serie IIIa, 7 (1966), S. 865–913.
- Margaret F. Nims: Geoffrey of Vinsauf, Poetria nova. Pontifical Institute of Mediaeval Studies, Toronto 2010 (= Medieval Sources in Translation, 49), ISBN 978-0-88844-299-4, engl. Übersetzung
- Roger P. Parr: Geoffrey of Vinsauf, Documentum de modo arte dictandi et versificandi (Introduction in the Method and Art of Speaking and Versifying). Translated from the Latin with an Introduction, Marquette University Press, Milwaukee (Wisconsin) 1968 (= Medieval Philosophical Texts in Translation, 17)